# Увез
Уве́з (фр. Ouvèze) — река на юге Франции в департаментах Дром региона Овернь — Рона — Альпы и Воклюз региона Прованс — Альпы — Лазурный Берег. Приток Роны.

## География

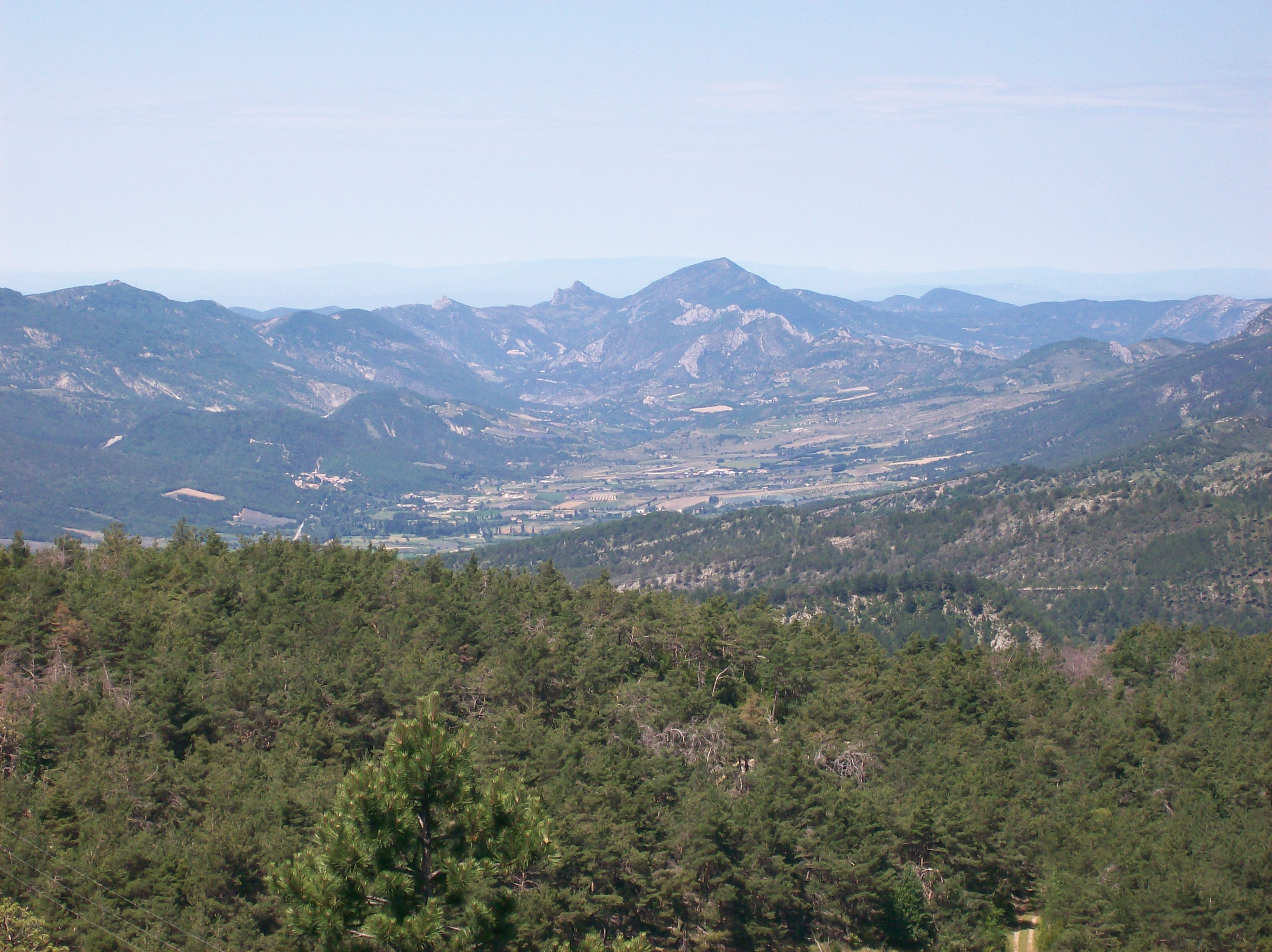
Долина Увеза с перевала Перти в департаменте Дром.

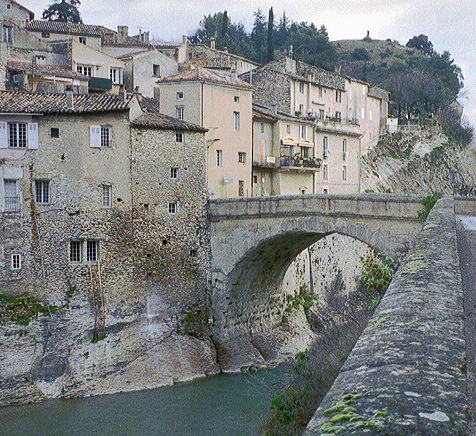
Мост через Увез в Везон-ла-Ромен.

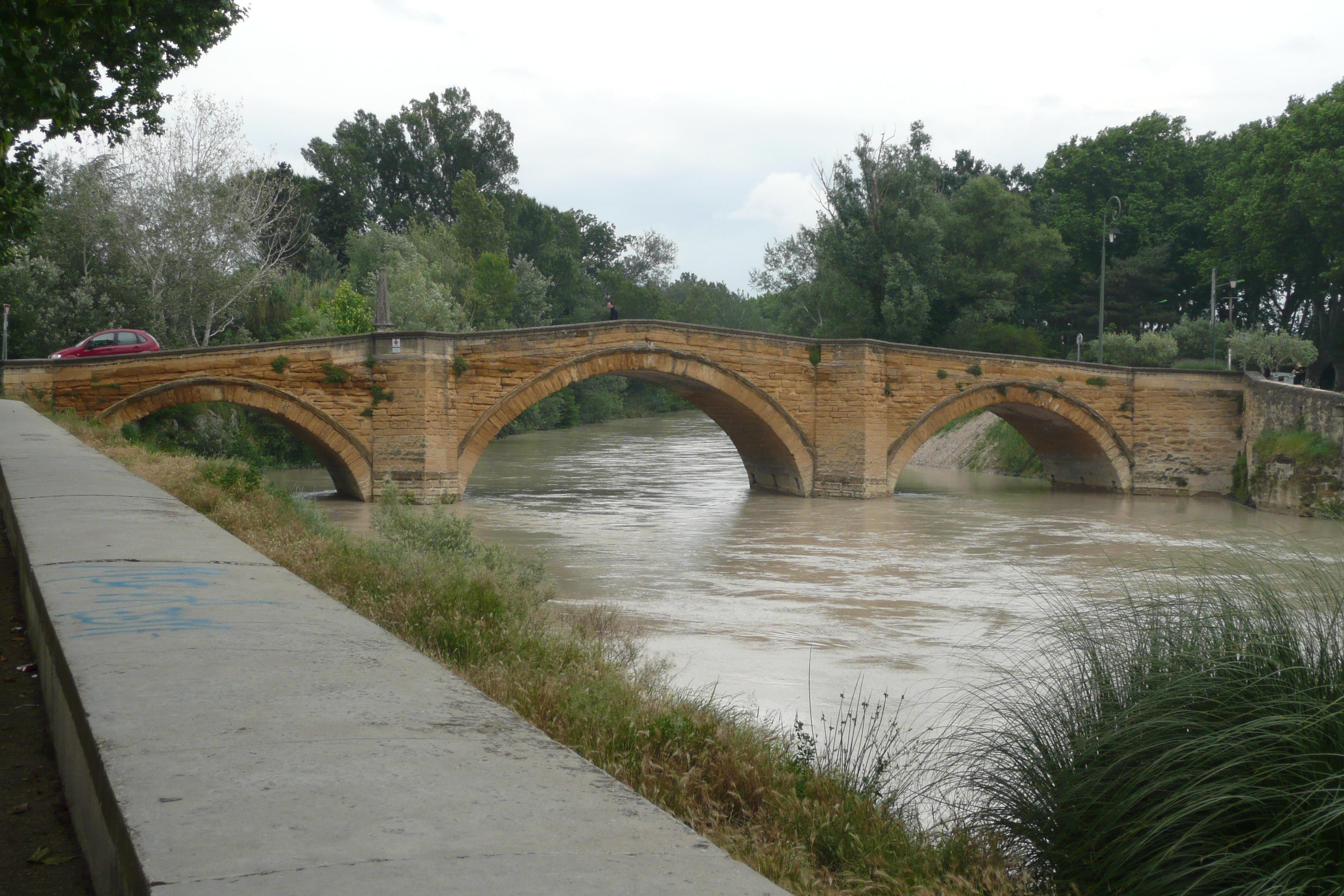
Увез в Бадарриде. Наводнение 31 мая 2008 года.

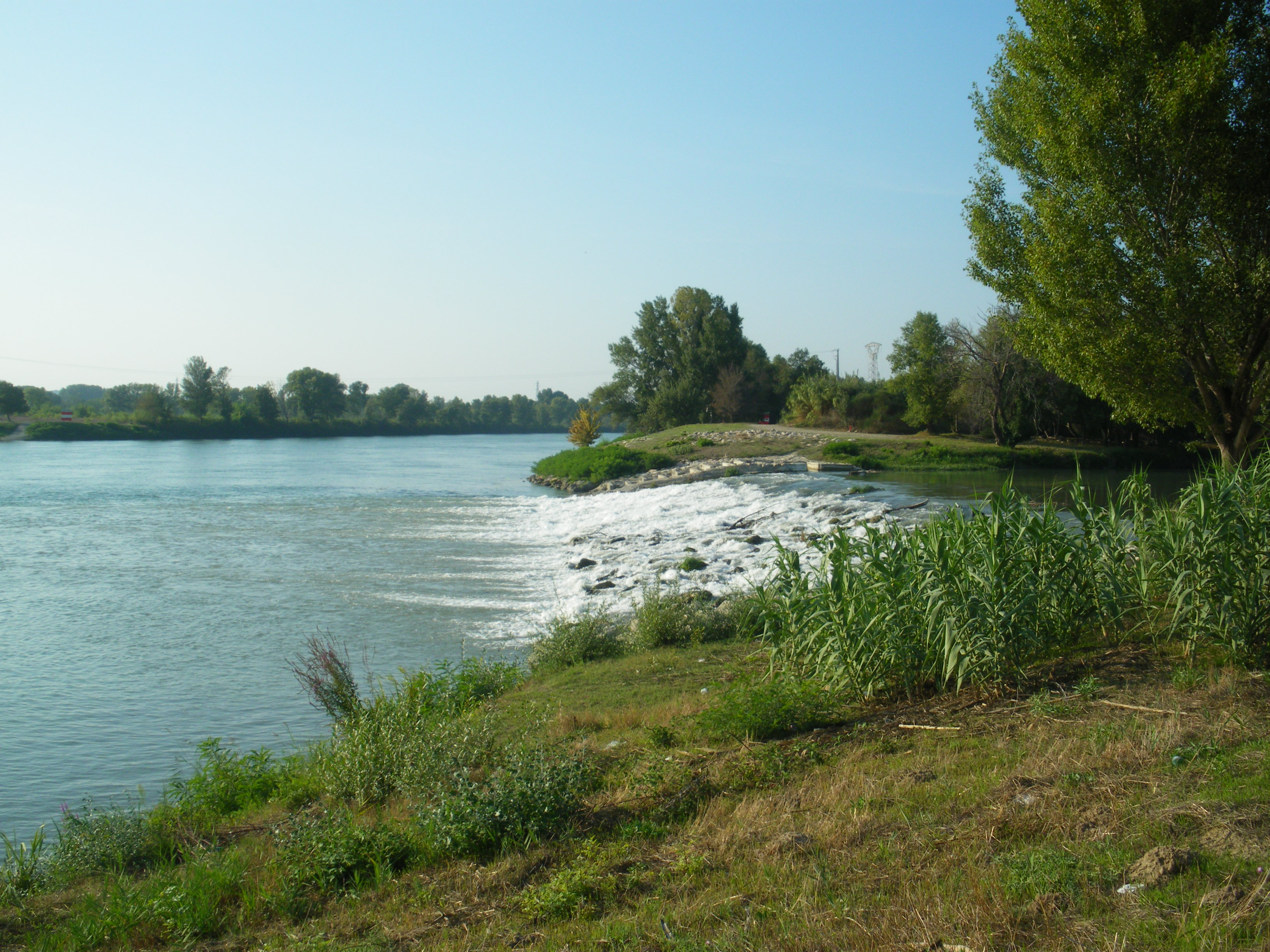
Устье Увеза при впадении в Рону, левый берег.

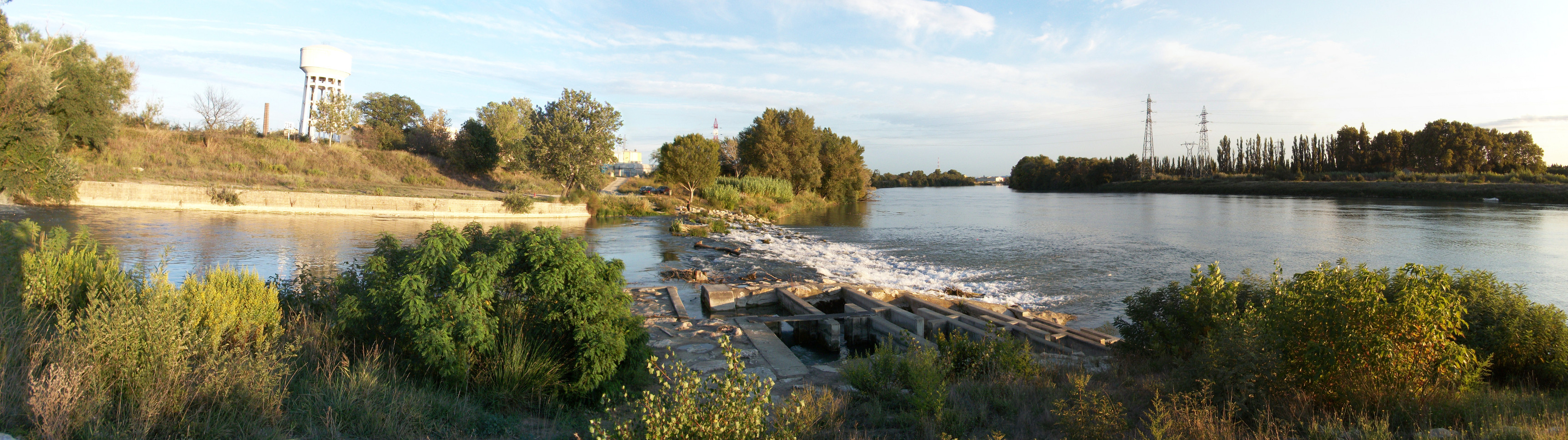
Впадение в Рону, правый берег.

Увез берёт начало у горы Шамуз массива Бароннье на юго-востоке Дрома. Течёт на запад мимо Монгер, Бюи-ле-Бароннье, Пьерлонг и Моллан-сюр-Увез. В Воклюзе протекает к северо-западу от горы Ванту, затем к северу от гряды Дантель-де-Монмирай и пересекает Везон-ла-Ромен. За Везон-ла-Ромен река проходит по влажной равнине между коммунами Расто и Сорг. Впадает в Рону к западу от Сорга напротив острова Иль-де-ла-Бартеласс.

## Гидрография
Основные притоки Увеза:
- Тулуран, между Моллан-сюр-Увез и Антрешо.
- Сей, протекает от Жонкьера к Куртезону, впадает в Увез в Бедарриде.
- Сорг, через авиньонский рукав Воклюзского канала.
- Воклюзский канал и его рукав канал дю-Гриффон, в Сорге.

Более мелкие притоки:
- Триньон
- Ле-Рьё
- Шарю
- Риу
- Менон
- Эгмарс
- Лозон
- Тюлисс
- Рьё

## Пересекаемые коммуны
Увез пересекает территорию 31 коммуны в двух департаментах.
В департаменте Дром:
- Ла-Пенн-сюр-л'Увез
- Бюи-ле-Бароннье
- Эгальер
- Сент-Обан-сюр-л'Увез
- Сент-Эфеми-сюр-Увез
- Пьерлонг
- Веркуаран
- Монгер
- Рьом
- Моллан-сюр-Увез
- Монтобан-сюр-л'Увез

В департаменте Воклюз:
- Бедаррид
- Куртезон
- Антрешо
- Жигонда
- Жонкьер
- Малосен
- Ле-Понте
- Расто
- Роэ
- Сен-Марселлен-ле-Везон
- Саррьян
- Сорг
- Вакейрас
- Везон-ла-Ромен
- Вьоле
- Кресте
- Сегюре
- Авиньон
- Фокон
- Сабле

## В литературе
- Увез описывается в романе французского писателя Жана Жионо «Que ma joie demeure» (1935).